# TrueDownloader
TrueDownloader (manchmal auch True Downloader) ist ein freier (GNU General Public License) Download-Manager/-Beschleuniger.
Er bietet Merkmale wie Pausieren/Fortsetzen, gleichzeitiges Herunterladen und Segmentieren des Downloads zum Zweck der Beschleunigung. Sowohl HTTP als auch FTP werden unterstützt. Darüber hinaus gibt es Spezialmerkmale wie Proxy-Unterstützung und ZIP-Vorschau. Das Programm wurde in Visual Basic Classic erstellt.
Er ist für Windows 9x/ME/2000/XP verfügbar und integriert sich über Erweiterungen in den Internet Explorer und in die Varianten des Mozilla-Webbrowsers (Firefox, Mozilla Suite, SeaMonkey). Die Weiterentwicklung des Programmes ist eingestellt worden; Versionen für Windows Vista und neuer sind nicht erhältlich.
Das Programm trug ursprünglich den Namen DownloadPlus, wurde jedoch umbenannt, da ein bekannter Trojaner gleichen Namens auftauchte.